# Interception Modernisation Programme
Interception Modernisation Programme är ett förslag från regeringen i Storbritannien som bl.a. innebär att trafikdata rörande all brittisk kommunikation, inklusive inhemsk, ska lagras i en central databas av Government Communications Headquarters, den brittiska motsvarigheten till Försvarets Radioanstalt. Databasen har även benämnts som "Big Brother Database", vilket har tonats ner av regeringsföreträdare. Förslaget har det officiella namnet Interception Modernisation Programme. Den svenska motsvarigheten är Trafikdatabasen Titan hos Försvarets Radioanstalt.
Systemet bygger på att tusentals "svarta boxar" kopplas till kommunikationsnätet,  inte helt olikt de samverkanspunkter som Försvarets Radioanstalt ska använda, med den väsentliga skillnaden att det brittiska förslaget även rör inhemsk kommunikation.